# Герхард I фон Холщайн-Итцехое
Герхард I фон Холщайн-Итцехое (на немски: Gerhard I von Holstein-Itzehoe, * 1232, † 21 декември 1290) от благородническия род Шауенбург и Холщайн е от 1238 до 1290 г. единственият граф на Холщайн-Итцехое и от 1238 до 1290 г. граф на Шауенбург.
Той е вторият син на Адолф IV и Хайлвиг фон Липе.
След като баща му се оттегля на 13 август 1239 г. като францискански монах в основания от него манастир Св. Мария в Кил, той управлява заедно с по-големия си брат Йохан, в началото под опекунството на техния чичо херцог Абел от Шлезвиг. Когато Адолф IV умира през 1261 г., Йохан и Герхард разделят Холщайн и Щормарн на графствата Холщайн-Кил и Холщайн-Итцехое, Герхард получава частта с Щормарн, Пльон и Шауенбург и резидира в Итцехое, а брат му Йохан частта с Кил, Вагрия, Източен Холщайн. Когато брат му умира през 1263 г. той като опекун на синовете му е регент на Кил и Зегеберг. Той се кара много с архиепископите на Бремен, Любек и благордниците.
Когато Герхард I умира, синовете му Герхард, Адолф и Хайнрих преди 1295 г. разделят графството Холщайн-Ицехое на три графства Холщайн-Пльон, Холщайн-Шауенбург и Холщайн-Рендсбург.

## Фамилия
Герхард I се жени ок. 1250 г. за Елизабет фон Мекленбург († ок. 1280), дъщеря на княз Йохан I фон Мекленбург и има с нея децата:
- Лиутгард (* ок. 1251, † 1289), омъжена за
  - херцог Йохан фон Брауншвайг-Люнебург
  - княз Албрехт фон Анхалт-Кьотен
- Йохан (* 1253, † ок. 1272), пропст на Хамбург
- Герхард II (* 1254, † 1312) граф на Холщайн-Пльон
- Адолф VI (* 1256, † 1315) граф на Холщайн-Шауенбург
- Хайнрих I (* 1258, † 1304) граф на Холщайн-Рендсбург
- Елизабет († пр. 1284), омъжена за граф Бурхард II фон Вьолпе
- Албрехт († между 1272 и 1281)
- Хелвиг (* пр. 1264, † ок. 1325), омъжена за крал Магнус I от Швеция (1240 – 1290)
- Мехтхилд, омъжена за граф Йохан фон Вунсторф
- Бруно (* сл. 1272, † пр. 1289)
- Ото

Около 1280 г. той се жени за Аделаида Монфератска (* ок. 1237, † 1285), дъщеря на маркграф Бонифаций II от маркграфство Монферат (* ок. 1203, † 1253), вдовица на херцог Албрехт I от Брауншвайг. Този брак е бездетен.